# Lütje Hörn
A Lütje Hörn egy Németországhoz tartozó pusztuló sziget, közel az Ems torkolatához. A Borkum és Memmert között fekvő apró földdarab mindössze 6,5 hektár méretű, az utóbbi években területe a vihardagályok pusztításai miatt gyorsan fogyatkozott. A szomszédos Borkumnál és Memmertnél is idősebb szárazulat az utóbbi évtizedekben területének felét elveszítette.
A sziget az évtizedek során nem csak kisebb lett, de helyzetét is megváltoztatta. Jelenleg 15 méter/éves sebességgel kelet, illetve 4 méter/év sebességgel dél irányában halad.
A lakatlan sziget nem tartozik Németország egyetlen települési közösségéhez sem. (Az ilyen németországi területek közül Lütje Hörn a legkisebb.) A sziget hivatalosan a Leeri kerület része, ám földrajzilag az Aurichi körzethez esik közelebb.
A sziget hosszú ideje folyamatosan pusztul. Területe 1988-ban a jelenleginél még jóval nagyobb volt. Ekkor a szigetet borító fűben még egy bodzabokrot is találtak. 1989 után több viharkatasztrófa is érte a szigetet, amelynek területéből egyre többet ragadott el a tenger. A tenger támadása a szárazföldi élővilág jelentős pusztulásával járt. A korábban füves szigeten 2006-ban nem volt látható zárt növénytakaró, 2008-ra viszont a növényzet jelentős része regenerálódott.
1994-ben még 450 madárpár költött a szigeten, 2006-ban már csak 200-nál alig több. A még jelen lévő fajok közé tartozik az ezüstsirály, a heringsirály, a pehelyréce és a csigaforgató. Különös fejlemény a kormoránok megjelenése. A lütje hörni kormoránok szárazföldi társaikkal ellentétben nem fákon költenek, hanem a puszta homokban felkutatott fadarabokból és növényi szálakból készítenek fészket.
Madárállománya miatt a sziget a legszigorúbban védett területek közé tartozik. Területére a költési időszakban tilos belépni.

## Fordítás
- Ez a szócikk részben vagy egészben a Lütje Hörn című német Wikipédia-szócikk ezen változatának fordításán alapul.  Az eredeti cikk szerkesztőit annak laptörténete sorolja fel. Ez a jelzés csupán a megfogalmazás eredetét és a szerzői jogokat jelzi, nem szolgál a cikkben szereplő információk forrásmegjelöléseként.